# Port lotniczy Bermejo
Port lotniczy Bermejo – port lotniczy zlokalizowany w boliwijskim mieście Bermejo.